# 2026年冬季奥林匹克运动会丹麦代表团
2026年冬季奧林匹克運動會丹麥代表團是丹麥所派出的第25届冬季奥林匹克运动会代表團。這是該國第十六次參加冬季奧運。

## 高山滑雪
丹麥已有一男及一女取得高山滑雪參賽資格。